# Địa lý Phú Yên
Phú Yên là một tỉnh có đặc điểm địa lý khá phức tạp, với núi và đồng bằng xen kẽ nhau.
Phú Yên trải dài từ 12°42'36" đến 13°41'28" vĩ bắc và từ 108°40'40" đến 109°27'47" kinh đông, phía bắc giáp tỉnh Bình Định, phía nam giáp Khánh Hòa, phía tây giáp Đắk Lắk và Gia Lai, phía đông giáp Biển Đông .
Phú Yên nằm ở miền trung Việt Nam, cách Hà Nội 1.160 km về phía nam, cách tp. Hồ chí Minh 561 km về phía bắc theo tuyến Quốc lộ 1.
Diện tích tự nhiên: 5.045 km², chiều dài bờ biển 189 km.

## Địa hình
Phú Yên có 3 mặt là núi, phía Bắc có dãy Cù Mông, phía Nam là dãy Đèo Cả, phía Tây là mạn sườn Đông của dãy Trường Sơn, và phía Đông là Biển Đông.

### Núi
Địa hình có đồng bằng xen kẽ núi. Có 3 huyện miền núi là: huyện Sông Hinh, huyện Sơn Hòa và huyện Đồng Xuân. Có 5 huyện-thành phố-thị xã có diện tích chủ yếu là đồng bằng là: thành phố Tuy Hòa, huyện Phú Hòa, thị xã Đông Hòa, huyện Tây Hòa và huyện Tuy An. Riêng thị xã Sông Cầu có diện tích đồng bằng và núi xấp xỉ nhau.
Núi cao nhất là núi Chư Ninh (cao 1.636m) thuộc huyện Sông Hinh. Ngoài ra, còn có các hòn núi khác như: hòn Dù (1.470m) và hòn Chúa (1.310m) thuộc huyện Tây Hòa, núi Chư Treng (1.238m) và núi La Hiên (1.318m) thuộc huyện Đồng Xuân. Các hòn núi khác chỉ cao khoảng 300-600m.
Một núi không cao nhưng nằm ngay trong nội thị thành phố Tuy Hòa nhưng rất nổi tiếng đó là núi Nhạn. Núi Nhạn nằm ngay bên cạnh sông Đà Rằng, có tháp Nhạn cổ kính vốn là một tháp Chàm của người Chămpa xưa.

### Đèo
Do nằm ở vị trí có nhiều dãy núi từ dãy Trường Sơn cắt ngang ra biển, nên Phú Yên có rất nhiều đèo dốc dọc theo Quốc lộ 1, 1D và Quốc lộ 25.
Một số đèo nổi tiếng:
- Đèo Cù Mông: Dài khoảng 9Km, nằm trên dãy Cù Mông, là ranh giới giữa Phú Yên (thuộc thị xã Sông Cầu) và Bình Định, có độ cao 245m.
- Đèo Cả: Dài khoảng 12Km, nằm trên dãy Đèo Cả, là ranh giới giữa Phú Yên (thuộc Huyện Đông Hoà) và Khánh Hòa, ngay dưới đèo Cả là cảng Vũng Rô.
- Đèo Quán Cau: Ngay dưới chân đèo là đầm Ô Loan nổi tiếng, thuộc Huyện Tuy An.

Ngoài ra, còn có một số đèo, dốc:
- Thị xã Sông Cầu có đèo Tùy Luật, đèo Nại.
- , dốc Ba Ngoài, dốc Găng, dốc Quýt, dốc Gành Đỏ (còn gọi là dốc Xuân Đài).
- Huyện Tuy An có Dốc Vườn Xoài (còn gọi là dốc Đá Trắng), đèo Tam Giang, đèo Thị, dốc Bà Ền.
- Huyện Đồng Xuân có đèo Cây Cưa.
- Huyện Sông Hinh có đèo Bình Thảo.
- Huyện Phú Hoà có đèo Dinh Ông.

### Hang, gộp
Cũng chính do cấu tạo địa chất, Phú Yên cũng có nhiều hang, gộp ăn sâu vào núi tạo thành những cảnh quan thiên nhiên đẹp mắt.
Trong thời kỳ kháng chiến chống Mỹ, các hang gộp này là nơi đóng quân và trú ẩn của Cộng sản Việt Nam.
Một số hang, gộp tiêu biểu:
- Huyện Tây Hòa có hốc Gạo, hốc Võ, hốc Răm, hốc Hoành, hốc Nhum, hóc Cũi, hóc Chinh
- Thành phố Tuy Hoà có hang Trai Thủy (hay còn gọi Hang Dơi) ở núi Chóp Chài, gộp Đá Bàn.
- Huyện Tuy An có hốc Bé, hốc Tạ.
- Thị xã Sông Cầu có hốc Bà Beo, gộp Hoà Lợi.
- Huyện Đồng Xuân có hốc Bà Chiền.
- Huyện Sơn Hoà có hang Thuồng Luồng, gộp Hòn Huyệnh, gộp Ma Tửu.
- Huyện Sông Hinh có hang Cồ.

### Sông, suối
Các con sông ở Phú Yên đều bắt nguồn từ dãy núi Trường Sơn ở phía tây, dãy Cù Mông ở phía bắc và dãy núi Đèo Cả ở phía nam, hướng chính là Tây Bắc-Đông Nam hoặc Tây-Đông, có độ dốc lớn.
Sông lớn nhất là sông Ba, ở thượng lưu còn gọi là Eaba, ở hạ lưu gọi là sông Đà Rằng, bắt nguồn từ dãy núi Ngọc Rô (Kon Tum) và đổ ra cửa Đà Diễn (thành phố Tuy Hòa). Sông lớn thứ 2 là sông Kỳ Lộ, còn gọi là sông La Hiên ở thượng nguồn và sông Cái ở hạ lưu, bắt nguồn từ những dãy núi cao 1.000m ở Gia Lai và Bình Định, đổ ra cửa biển Tiên Châu ở Tuy An.
Ngoài ra còn có các sông nhỏ hơn:
- Huyện Đông Hòa có sông Bàn Thạch (còn gọi là sông Bánh Lái).
- Huyện Sông Hinh có sông Hinh, sông Krông Năng.
- Huyện Sơn Hòa có sông Cà Lúi, sông Thá, sông Con, sông Bà Lá.
- Thị xã Sông Cầu có sông Cầu
- Huyện Tây Hòa có sông Con, sông Trong, sông Đồng Bò.
- Huyện Đồng Xuân có sông Trà Bương, sông Cô.
- Huyện Phú Hòa có sông Quy Hậu.

Hệ thống Sông Đà Rằng, sông Bàn Thạch, sông Kỳ Lộ với tổng diện tích lưu vực là 16.400km2, tổng lượng dòng chảy 11.8 tỷ m3, đảm bảo đủ nước tưới cho nông nghiệp, thủy điện và sinh hoạt.
Phú Yên có nhiều suối nước khoáng nóng như: Phú Sen, Triêm Đức, Trà Ô, Lạc Sanh. Ngoài ra còn có nhiều tài nguyên trong lòng đất như Diatomite (90 triệu m3), đá hoa cương nhiều màu (54 triệu m3), vàng sa khoáng (300 nghìn tấn) (số liệu năm 2006 theo Cẩm nang xúc tiến thương mại du lịch Phú Yên)

### Đầm, vịnh
Do có khá nhiều sông, các dãy núi và biển ăn sâu đan xen lẫn nhau nên Phú Yên có rất nhiều đầm, vũng, vịnh.
Một số đầm, vịnh:
- Thị xã Sông Cầu có đầm Cù Mông, vịnh Xuân Đài, vũng Lắm (còn gọi là vũng Lấm hoặc vũng Mắm), vũng La, vũng Chao.
- Huyện Tuy An có đầm Ô Loan.
- Huyện Đông Hòa có Vũng Rô (nổi tiếng và một cảng của đường Hồ Chí Minh trên biển).

### Cao nguyên
Phú Yên có 3 cao nguyên: nổi tiếng nhất là Vân Hòa, và 2 cao nguyên khác là An Xuân và Trà Kê.
Cao nguyên Vân Hòa là một vùng đất đỏ bazan, nằm ở độ cao 400m trên địa bàn các xã Sơn Xuân, Sơn Long và Sơn Định của huyện Sơn Hòa. Nơi đây nổi tiếng với thơm, mít chợ Đồn.
Cao nguyên An Xuân thuộc xã An Xuân, huyện Tuy An, nổi tiếng với trà An Xuân.
Và cao nguyên Trà Kê nằm ở xã Sơn Hội, huyện Sơn Hòa.

## Khí hậu
Khí hậu nhiệt đới gió mùa, nóng ẩm và chịu ảnh hưởng của khí hậu đại dương. Có 2 mùa rõ rệt: mùa mưa từ tháng 9 đến tháng 12 và mùa nắng từ tháng 1 đến tháng 8. Nhiệt độ trung bình hằng năm 26,5 °C, lượng mưa trung bình hằng năm khoảng 1.600 - 1.700mm.
Phú Yên cũng là địa danh thường xuyên xảy ra bão lũ. Một số trường hợp lũ do hồ thủy điện xả lũ hoặc do vỡ đập.